# Певек (аеропорт)
Аеропорт «Певек» (IATA: PWE, ICAO: UHMP) - цивільний аеропорт розташований за 15 км до північного сходу від Певеку Чаунський район, Чукотський автономний округ,Росія, біля селища Апапельгіно. 
Аеропорт може приймати літаки типів: Ан-12, Ан-24, Ан-26, Ан-74, Іл-18, Іл-76 з обмеженнями, Ту-134, Ту-154, Ту-204, Як-40 та інші тип повітряних суден 3 і 4 класів.

## Авіалінії та напрямки
| Авіакомпанія     | Пункт призначення |
| ---------------- | ----------------- |
| Алроса           | Москва–Домодєдово |
| Chukotavia       | Анадир, Кепервєєм |
| IrAero           | Магадан           |
| Yakutia Airlines | Москва-Внуково    |